# 우게쓰 이야기

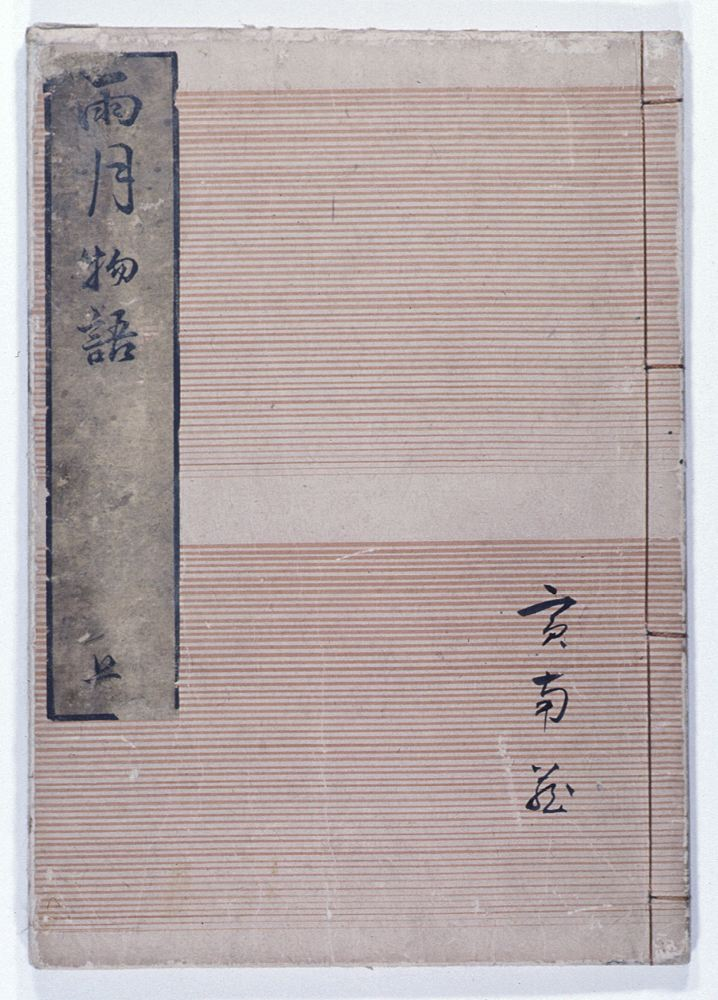
제4판 커버

우게쓰 이야기(일본어: 雨月物語, 우게쓰 모노가타리)는 1776년 출간된, 9가지 초자연적 이야기의 모음집이다. 일본의 저자 아키나리 우에다의 작품으로 잘 알려져 있다.
크게는 일본과 중국의 전통적인 귀신 이야기로부터 각색한 작품으로, 가장 중요한 에도 시대(1603–1867) 및 괴담 문헌의 하나에 속하며 요미혼 장르의 전신으로 간주된다.

## 제목
제목의 '우게쓰'는 비를 의미하는 우(雨)와 달을 의미하는 게쓰(月)의 합성어이다.

## 참고 자료
- Ueda Akinari. 1974. Ugetsu Monogatari: Tales of Moonlight and Rain Trans. by Leon M. Zolbrod. George Allen and Unwin Ltd.

## 같이 보기
- 요미혼
- 모노가타리
- 국학 (일본사)
- 교쿠테이 바킨
- 겐지모노가타리
- 이세모노가타리
- 일본영이기
- 곤자쿠 이야기집